# Jest nas więcej
Jest nas więcej – singel polskiej piosenkarki Agnieszki Chylińskiej, promujący album studyjny, zatytułowany Never Ending Sorry. Singel został wydany 29 lipca 2022.
Kompozycja znalazła się na 23. miejscu listy OLiA, najczęściej odtwarzanych utworów w polskich rozgłośniach radiowych.

## Geneza utworu i historia wydania
Piosenka została napisana i skomponowana przez Agnieszkę Chylińską i Macieja Mąkę.
Singel ukazał się w formacie digital download 29 lipca 2022 w Polsce za pośrednictwem wytwórni płytowej Top Management w dystrybucji Sony Music Entertainment Poland. Kompozycja została umieszczona na czwartym albumie studyjnym Agnieszki Chylińskiej – Never Ending Sorry.
26 maja 2023 singel został zaprezentowany telewidzom stacji Polsat podczas Polsat SuperHit Festiwal 2023. 23 sierpnia 2023 singel został zaprezentowany telewidzom stacji TVN podczas koncertu #Great Moments na Top of the Top Sopot Festival 2023.

## „Jest nas więcej” w stacjach radiowych
Nagranie było notowane na 23. miejscu w zestawieniu OLiA, najczęściej odtwarzanych utworów w polskich rozgłośniach radiowych.

## Teledysk
Do utworu powstał teledysk, który udostępniono w dniu premiery singla za pośrednictwem serwisu YouTube.

## Pozycje na listach airplay
| Kraj   | Lista                          | Najwyższa pozycja |
| ------ | ------------------------------ | ----------------- |
| Polska | OLiS – oficjalna lista airplay | 23                |
| Polska | AirPlay – Nowości              | 1                 |

## Wyróżnienia
| Rok  | Konkurs                  | Kategoria    | Rezultat    |
| ---- | ------------------------ | ------------ | ----------- |
| 2022 | Przebój roku RMF FM 2022 | Przebój roku | 37. miejsce |